# Interstate 395 (Connecticut-Massachusetts)
Pour les articles homonymes, voir Interstate 395.
L'Interstate 395 (I-395) est une autoroute auxiliaire du Connecticut et du Massachusetts. Elle parcourt près de 67 miles (108 km) dans une orientation sud–nord. C'est la seule autoroute auxiliaire de l'I-95 dans le Connecticut. Le segment de 36 miles (58 km) entre son terminus sud à l'I-95 à East Lyme et la Route 695 à Plainfield fait partie du Connecticut Turnpike.

## Description du tracé
|       | mi    | km     |
| ----- | ----- | ------ |
| CT    | 54,69 | 88,02  |
| MA    | 11,91 | 19,17  |
| Total | 66,60 | 107,18 |

### Connecticut
L'I-395 débute à la limite entre les villes de East Lyme et de Waterford lorsque le Connecticut Turnpike quitte l'I-95 alors que cette dernière continue vers l'est en direction de New London. Sur la majeure partie de son tracé, l'I-395 est surtout rurale. Elle passe par Waterford et Montville où elle rencontre la Route 2A. Celle-ci forme un multiplex avec l'I-395 jusqu'à Norwich. À la fin du multiplex, l'I-395 se courbe vers l'est et passe par Lisbon, Griswold et Plainfield, où elle reprend une orientation vers le nord en longeant la Route 12 sur une bonne partie de son tracé restant dans l'État. À la limite des villes de Plainfleld et de Killingly, le Connecticut Turnpike se sépare de l'I-395 en direction du Rhode Island. L'I-395 continue vers le nord et rencontre la US 6 à Killingly. Après être entrée à Putnam, elle a un échangeur avec la US 44. Elle passe par Thompson avant d'entrer au Massachusetts à Webster.

### Massachusetts
Après être passée par Webster et Oxford, l'I-395 entre à Auburn où elle a un échangeur avec la US 20. La désignation de l'I-395 prend fin alors que la route rencontre l'I-90 (Massachusetts Turnpike) et qu'elle devient l'I-290 vers Worcester, bien que les bornes de distances demeurent les mêmes pour l'I-290 que celles de l'I-395, jusqu'à ce que l'I-290 atteigne l'I-495 à Marlborough.

## Liste des sorties
| Interstate 395                                    |              |       |       |                                     |                                                                              | |
| Comté                                             | Municipalité | mi    | km    | Sortie                              | Intersections / Destinations                                                 | Notes |
| New London, CT                                    | East Lyme    | 0,00  | 0,00  | —                                   | I-95 sud – New Haven                                                         | Sortie 76 de l'I-95 nord                                                                                              |
| New London, CT                                    | Waterford    | 2,13  | 3,43  | 2                                   | Route 85 (en) – Waterford, Colchester                                        | |
| New London, CT                                    | Montville    | 5,34  | 8,59  | 5                                   | Vers Route 32 (en) – New London                                              | Sortie direction sud, entrée direction nord                                                                           |
| New London, CT                                    | Montville    | 6,33  | 10,19 | 6                                   | Route 163 (en) – Uncasville, Montville                                       | |
| New London, CT                                    | Montville    | 9,60  | 15,45 | 9                                   | Route 2A (en) est – Ledyard, Preston                                         | Terminus sud du multiplex avec Route 2A                                                                               |
| New London, CT                                    | Norwich      | 11,08 | 17,83 | 11                                  | Route 82 (en) – Salem, Centre-ville de Norwich                               | |
| New London, CT                                    | Norwich      | 13,71 | 22,06 | 13                                  | Route 2 (en) / Route 32 (en) – Norwich, Hartford                             | Terminus nord du multiplex avec Route 2A; indiqué sortie 13A (est / sud) et 13B (ouest / nord) en direction nord      |
| New London, CT                                    | Norwich      | 14,23 | 22,90 | 14                                  | West Town Street – Yantic, Norwichtown                                       | Indication direction nord                                                                                             |
| New London, CT                                    | Norwich      | 14,23 | 22,90 | 14                                  | Vers Route 2 (en) ouest / Route 32 (en) nord – Hartford, Colchester          | Indication direction sud                                                                                              |
| New London, CT                                    | Norwich      | 18,17 | 29,24 | 18                                  | Route 97 (en) – Taftville, Occum                                             | |
| New London, CT                                    | Lisbon       | 19,53 | 31,43 | 19                                  | Route 169 (en) – Lisbon, Canterbury                                          | Sortie direction nord, entrée direction sud                                                                           |
| New London, CT                                    | Lisbon       | 21,16 | 34,05 | 21                                  | Route 12 (en) – Jewett City, Griswold, Lisbon, Taftville                     | Indiqué sortie 21A (nord) et 21B (sud) en direction sud                                                               |
| New London, CT                                    | Griswold     | 22,28 | 35,86 | 22                                  | Route 164 (en) / Route 138 (en) – Jewett City, Preston City, Pachaug         | |
| New London, CT                                    | Griswold     | 24,26 | 39,04 | 24                                  | Route 201 (en) – Hopeville, Jewett City                                      | |
| Windham, CT                                       | Plainfield   | 28,23 | 45,43 | 28                                  | Lathrop Road                                                                 | |
| Windham, CT                                       | Plainfield   | 29,65 | 47,72 | 29                                  | Route 14A (en) – Plainfield, Oneco                                           | |
| Windham, CT                                       | Plainfield   | 32,30 | 51,98 | 32                                  | Route 14 (en) – Central Village, Moosup                                      | |
| Windham, CT                                       | Plainfield   | 35,50 | 57,13 | 35                                  | Vers US 6 est – Providence                                                   | Sortie direction nord, entrée direction sud                                                                           |
| Windham, CT                                       | Killingly    | 37,62 | 60,54 | 37                                  | US 6 – Danielson, Willimantic, Hartford, Providence                          | Indiqué sortie 37A (est) et 37B (ouest) en direction sud                                                              |
| Windham, CT                                       | Killingly    | 38,40 | 61,80 | 38                                  | Lhomme Street / Westcott Road (SR 607) – Killingly sud, Danielson            | |
| Windham, CT                                       | Killingly    | 41,16 | 66,24 | 41                                  | Route 101 (en) – Dayville, Killingly est                                     | |
| Windham, CT                                       | Killingly    | 42,99 | 69,19 | 43                                  | Lake Road – Attawaugan, Ballouville                                          | |
| Windham, CT                                       | Putnam       | 45,24 | 72,81 | 45                                  | Kennedy Drive                                                                | |
| Windham, CT                                       | Putnam       | 46,09 | 74,17 | 46                                  | Vers Route 12 (en) / Heritage Road – Putnam, Putnam Heights                  | |
| Windham, CT                                       | Putnam       | 47,05 | 75,72 | 47                                  | US 44 – Woodstock, Putnam est                                                | |
| Windham, CT                                       | Thompson     | 49,52 | 79,69 | 49                                  | Route 12 (en) – Grosvenor Dale                                               | Sortie direction nord, entrée direction sud                                                                           |
| Windham, CT                                       | Thompson     | 50,25 | 80,87 | 50                                  | Route 200 (en) – Thompson, Grosvenor Dale nord                               | |
| Windham, CT                                       | Thompson     | 53,57 | 86,21 | 53                                  | Wilsonville Road – Thompson est, Wilsonville                                 | |
| Windham, CT                                       | Thompson     | 54,70 | 88,01 | Frontière Connecticut–Massachusetts | Frontière Connecticut–Massachusetts                                          | Frontière Connecticut–Massachusetts                                                                                   |
| Worcester, MA                                     | Webster      | 0,00  | 0,00  | Frontière Connecticut–Massachusetts | Frontière Connecticut–Massachusetts                                          | Frontière Connecticut–Massachusetts                                                                                   |
| Worcester, MA                                     | Webster      | 1,01  | 1,62  | 1                                   | Route 193 (en) – Webster, Thompson                                           | |
| Worcester, MA                                     | Webster      | 2,58  | 4,15  | 3                                   | Route 16 (en) – Webster, Douglas                                             | |
| Worcester, MA                                     | Webster      | 4,03  | 6,48  | 4                                   | Cudworth Road – Webster nord, Oxford sud                                     | |
| Worcester, MA                                     | Oxford       | 6,58  | 10,59 | 7                                   | Sutton Avenue – Oxford, Sutton                                               | Indiqué sortie 7A (est) et 7B (ouest)                                                                                 |
| Worcester, MA                                     | Oxford       | 8,99  | 14,47 | 9                                   | Depot Road – Oxford nord                                                     | |
| Worcester, MA                                     | Auburn       | 11,50 | 18,50 | 11                                  | US 20 vers I-84 ouest / Route 146 (en) – Shrewsbury, Sturbridge              | Indiqué sortie 11A (est) et 11B (ouest)                                                                               |
| Worcester, MA                                     | Auburn       | 11,94 | 19,22 | 12                                  | I-90 Toll / Mass Pike / Route 12 (en) – Boston, Springfield, Auburn, Webster | Pas de sortie en direction nord; indiqué sortie 12A (I-90 / Route 12 nord) et 12B (Route 12 sud); sortie 90 de l'I-90 |
| Worcester, MA                                     | Auburn       | 11,94 | 19,22 | 12                                  | I-90 Toll / Mass Pike / Route 12 (en) sud – Auburn, Webster                  | Sortie direction nord seulement; sortie 90 de l'I-90                                                                  |
| Worcester, MA                                     | Auburn       | 11,94 | 19,22 | —                                   | I-290 est – Worcester, Marlboro                                              | La route continue au-delà comme I-290                                                                                 |
| - Terminus de multiplex - Péage - Accès incomplet |              |       |       |                                     |                                                                              | |